# Damir Maričić
Damir Maričić (Pola, 8 febbraio 1959) è un ex calciatore jugoslavo, di ruolo attaccante.

## Carriera

### Club
Nel 1974 a soli 15 si accasa all'Hajduk Spalato, fa il suo esordio con i Bili il 27 novembre 1976 in occasione del match di campionato vinto 3-1 contro il OFK Belgrado. Successivamente passa al NK Zagabria per poi dopo mezza stagione fare ritorno a Spalato. Con i spalatini vince il campionato 1978-1979 raccogliendo nove presenze nell'arco della stagione. Nel 1985 dopo l'esperienza nella Dinamo Zagabria, guidata da Miroslav Blažević, si trasferisce in Germania tra le file del TeBe Berlino. Chiude la carriera nel 1991 come giocatore della squadra svizzera Old Boys Basilea.

## Palmarès

### Competizioni nazionali
- Campionato jugoslavo: 1

Hajduk Spalato: 1978-1979